# Scrotifera
Scrotifera é um clado de mamíferos placentários que agrupa a ordem Chiroptera e a grandeordem Ferungulata, e seus ancestrais comuns. O clado Scrotifera é um grupo irmão da ordem Eulipotyphla (verdadeiros insetívoros) com base em evidências da filogenética molecular, e juntos eles formam a superordem Laurasiatheria. Supõe-se que o último ancestral comum do Scrotifera tenha diversificado há cerca de 73.1 a 85.5 milhões de anos.

## Etimologia
Peter Waddell, então do Institute of Statistical Mathematics, explica a etimologia do nome do clado da seguinte forma:
O nome vem da palavra scrotum (escroto), uma bolsa na qual os testículos residem permanentemente no homem adulto. Todos os membros do grupo têm um escroto pós-peniano, frequentemente exibido de forma proeminente, exceto por algumas formas aquáticas e o pangolim (que tem os testículos logo abaixo da pele). Parece ser um caráter ancestral para este grupo, embora outras ordens geralmente não tenham isso como uma característica ancestral, com a provável exceção dos primatas.

## Filogenia
No ano de 2006 o clado Pegasoferae (um clado de mamíferos que inclui as ordens Chiroptera, Carnivora, Perissodactyla e Pholidota) foi proposto como parte do clado Scrotifera e grupo irmão da ordem Artiodactyla, com base em pesquisas genômicas em sistemática molecular. A monofilia do grupo não é bem sustentada e estudos recentes indicam que este clado não é um agrupamento natural.